# アイザック・ヘイズ
アイザック・リー・ヘイズ・ジュニア（Isaac Lee Hayes, Jr.、1942年8月20日 - 2008年8月10日）は、アメリカ合衆国テネシー州出身のミュージシャン、俳優。
1960年代において、スタックス・レコードにてパートナーのデイヴィッド・ポーターと数々の楽曲を提供・プロデュースし、サザン・ソウルの発展に寄与した。2005年にはポーターと共にソングライターの殿堂入りした。
1971年に公開した映画『黒いジャガー』（原題：Shaft）の音楽制作に関わり、主題歌「黒いジャガーのテーマ」がヒットし、アカデミー歌曲賞・グラミー賞 映画・テレビサウンドトラック部門・ゴールデングローブ賞 作曲賞を受賞した。
2002年にはロックの殿堂入りを果たしている。また、俳優としても活動しており、何本もの映画に出演。1997年から2005年にかけて、アニメ番組『サウスパーク』で声優を務める。

## 来歴

### 生い立ち
1942年にテネシー州のコンヴィトンにて、アイザック・シニアとユーラの元に2番目の子として生まれるが、後に両親は亡くなり、祖父母の元で育つ。
彼は高校を中退したが、以前の教師の励ましにより、21歳の時マナサス高校の卒業証書をもらうことになった。音楽のキャリアとしては地元の教会にて5歳の時より歌い始め、間も無く、自己流にてピアノ、ハモンド・オルガン、フルート、サックスも学ぶようになった。その後メンフィスに移る。

### スタックスと『黒いジャガー』
1962年に本格的に音楽活動を開始。メンフィスを拠点に1960年代中期よりスタックス・レコードでスタジオ・ミュージシャンとして活動し、オーティス・レディングやウィルソン・ピケット等と共演。ソングライターのデイヴィッド・ポーターと共に"You Don't Know Like I Know"、"Soul Man"、"When Something Is Wrong with My Baby"や"Hold on I'm Comin'"（全米21位、R&Bチャート1位）といった楽曲をサム&デイヴに提供した。また、ヘイズはスタックスのハウス・バンド、ブッカー・T&ザ・MG'sやカーラ・トーマスほか、レーベル所属のミュージシャンをプロデュースした。
1968年にデビュー作『Presenting Isaac Hayes』をリリースしたが、商業的には成功しなかった。スタックスはアトランティックより独立して間もない時期であり、サム&デイヴほかの版権もアトランティックに渡っていた。加えて、同じ年に稼ぎ頭のオーティス・レディングが航空機事故で亡くなり、スタックスは困難に直面していた。スタックスの副社長のアル・ベルは多くの新しいアルバムを1969年中に完成するように求め、その中からヘイズが発表した『Hot Buttered Soul』(1969)は最も成功した。　
1971年、映画『黒いジャガー』の音楽を制作。サウンドトラック・アルバムは全米1位・全英17位に達し、グラミー賞 映画・テレビサウンドトラック部門とゴールデングローブ賞 作曲賞を受賞。テーマ曲「黒いジャガーのテーマ（Theme from Shaft）」も全米1位を獲得し、アカデミー歌曲賞やグラミー賞のインストゥルメンタル・アレンジ部門を受賞。また、1971年発表のオリジナル・アルバム『Black Moses』も、全米10位の成功を収め、グラミー賞のポップ・インストゥルメンタル部門を受賞。
1972年8月20日にロサンゼルス・メモリアル・コロシアムで行われたコンサート「ワッツタックス」のトリを務める。コンサートを収録した映画『ワッツタックス/スタックス・コンサート』は翌1973年に公開された。1974年には映画『タフ・ガイズ』『トラック・ターナー』の音楽を担当した。だが、75年にスタックスは倒産し、ヘイズはレーベルを離れることになった。
1977年には、ディオンヌ・ワーウィックとの共演盤『A Man and a Woman』を発表している。1979年にはディスコ曲「ドント・レット・ゴー」を発売し、ヒットさせた。ヘイズはミリー・ジャクソンともデュエットした。

### 俳優業
1974年には『タフ・ガイズ』『トラック・ターナー』に俳優として出演した。1981年の作品『ニューヨーク1997』では、監獄と化したマンハッタン島の帝王・デュークを演じている。
1997年、アニメ番組『サウスパーク』で、シェフ(Chef)というキャラクターの声優を務める。当初は単発のゲストとして出演したが、視聴者から好評だったためレギュラーとなった。しかし、同番組のエピソードの中で、アイザックが信奉しているサイエントロジーがネタにされていたため、2005年末をもってアイザックは番組を降りる。2006年、アイザックはこの件に関し、「信仰というものは人々にとって神聖なものであり、常に敬意を払われるべきだ。40年に渡って市民運動をしてきた者として、人の信仰や習慣に敬意を払わないショウに協力することはできない」とコメントした。

### 急逝
2008年8月10日、アイザックはメンフィスの自宅のベッドルームに置かれているランニング・マシーンでエクササイズ中に倒れた。午後1時ごろ、外出先から帰宅した家族に発見され、病院へ緊急搬送されたが、そこで死亡が確認された。後に死因は脳梗塞であることが発表された。65歳没。

## ディスコグラフィ

### スタジオ・アルバム
- Presenting Isaac Hayes （1967年）
- Hot Buttered Soul （1969年）
- The Isaac Hayes Movement （1970年）
- ...To Be Continued （1970年）
- Black Moses （1971年）
- Joy （1973年）
- Chocolate Chip （1975年）
- Disco Connection （1975年）
- Groove-A-Thon （1976年）
- Juicy Fruit （1976年）
- New Horizon （1977年）
- A Man and a Woman （ 1977年） - ディオンヌ・ワーウィックとの連名
- For the Sake of Love （1977年）
- Don't Let Go （1979年）
- And Once Again （1980年）
- Lifetime Thing （1981年）
- U-Turn （1986年）
- Love Attack （1988年）
- Raw and Refined （1995年）
- Branded （1995年）

### ライヴ・アルバム
- Live at the Sahara Tahoe （1973年）

### サウンドトラック
- 黒いジャガー - Shaft （1971年）
- Tough Guys （1974年）
- Truck Turner （1974年）

## 主な出演作品

### 映画
| 公開年 | 邦題 原題                                                     | 役名                           | 備考                           |
| ------ | ------------------------------------------------------------- | ------------------------------ | ------------------------------ |
| 1971   | 黒いジャガー Shaft                                            | -                              | 音楽のみ アカデミー歌曲賞 受賞 |
| 1973   | ワッツタックス/スタックス・コンサート Wattstax                | 本人                           | ドキュメンタリー               |
| 1974   | Tough Guys                                                    | リー                           |                                |
| 1974   | ブラック・ハンター Truck Turner                               | トラック・ターナー             | 音楽・出演                     |
| 1976   | It Seems Like a Good Idea at the Time                         | モリアーティ                   |                                |
| 1981   | ニューヨーク1997 Escape from New York                         | デューク                       |                                |
| 1987   | メイス Dead Aim                                               | ジャマール                     |                                |
| 1988   | カウンターフォース Escuadrón                                  | バラード                       |                                |
| 1988   | ゴールデン・ヒーロー 最後の聖戦 I'm Gonna Git You Sucka       | ハマー                         |                                |
| 1990   | Fire, Ice and Dynamite                                        | 本人                           |                                |
| 1991   | タイム・トゥ・ダイ/闇の処刑人 Guilty as Charged               | アロイシウス                   |                                |
| 1991   | プライム・ターゲット/標的 Prime Target                        | トンプキンス                   |                                |
| 1993   | プレデターゲーム Code... Death: Frontera Sur                  | モロ                           |                                |
| 1993   | CB4                                                           | オーナー                       |                                |
| 1993   | 黒豹のバラード Posse                                          | ケイブル                       |                                |
| 1993   | ミッドナイト・スキャンダル Acting on Impulse                  | スタッブス刑事                 | テレビ映画                     |
| 1993   | ロビン・フッド/キング・オブ・タイツ Robin Hood: Men in Tights | アスニーズ                     |                                |
| 1993   | リーサル・プロット/謎の暗殺命令 Deadly Exposure               | ヨハンソン                     |                                |
| 1994   | スペース・リザード3001/宇宙の極道蜥蜴 Oblivion                | バスター                       |                                |
| 1994   | あなたに降る夢 It Could Happen to You                         | エンジェル・デュプレ           |                                |
| 1995   | Once Upon a Time...When We Were Colored                       | Preacher Hurn                  |                                |
| 1996   | ザ・スカウト/殺戮祭の日 Uncle Sam                             | マッドフェイス                 | ビデオ映画                     |
| 1996   | Oblivion 2: Backlash                                          | バスター                       |                                |
| 1996   | フリッパー Flipper                                            | バック・コーワン               |                                |
| 1996   | イル・タウン Illtown                                          | ジョージ                       |                                |
| 1997   | ハード・デイズ Six Ways to Sunday                             | ビル・ベネット                 |                                |
| 1998   | ブルース・ブラザース2000 Blues Brothers 2000                  | ルイジアナ・ゲイター・ボーイズ |                                |
| 1999   | Ninth Street                                                  | Tippytoe                       |                                |
| 1999   | サウスパーク/無修正映画版 South Park: Bigger, Longer & Uncut  | シェフ                         | アニメ、声の出演               |
| 2000   | シャフト Shaft                                                | ミスターP                      | クレジットなし                 |
| 2000   | レインディア・ゲーム Reindeer Games                           | ズーク                         |                                |
| 2001   | ドクター・ドリトル2 Dr. Dolittle 2                            | ポッサム                       | 声の出演                       |
| 2001   | チェルシーホテル Chelsea Walls                                | エレベーターの男               | クレジットなし                 |
| 2002   | ソウル・サヴァイヴァー Only the Strong Survive                | 本人                           | ドキュメンタリー               |
| 2003   | ブック・オブ・デイズ/死を告げる書 Book of Days                | ジョナ                         | テレビ映画                     |
| 2003   | エンド・オブ・アース 人類最終戦争 Dream Warrior               | ヨシ                           |                                |
| 2004   | REX レックス Anonymous Rex                                    | エレガントな男                 | テレビ映画                     |
| 2005   | ハッスル&フロウ Hustle & Flow                                 | アーネル                       |                                |
| 2008   | ソウルメン Soul Men                                           | 本人                           |                                |
| 2008   | 雷神-RAIJIN- Kill Switch                                      | コロナー                       | ビデオ映画                     |
| 2008   | Return to Sleepaway Camp                                      | チャーリー                     | ビデオ映画                     |

### テレビシリーズ
| 放映年    | 邦題 原題                           | 役名                   | 備考                            |
| --------- | ----------------------------------- | ---------------------- | ------------------------------- |
| 1985      | 特攻野郎Aチーム The A-Team          | C.J. マック            | 1エピソード                     |
| 1986      | 刑事ハンター Hunter                 | タイフーン・トンプソン | 1エピソード                     |
| 1987      | 特捜刑事マイアミ・バイス Miami Vice | ホリデイ               | 1エピソード                     |
| 1997-2005 | サウスパーク South Park             | シェフ                 | アニメ、134エピソードに声の出演 |
| 2002      | ファストレーン Fastlane             | マーカス刑事           | 1エピソード                     |
| 2005      | スターゲイト SG-1 Stargate SG-1     | トロク                 | 3エピソード                     |

## ノミネーションと受賞歴
太字が受賞
| Year | Award                   | Category                                                                                    | Film, album, or song                          |
| ---- | ----------------------- | ------------------------------------------------------------------------------------------- | --------------------------------------------- |
| 1972 | アカデミー賞            | Best Music, Original Dramatic Score                                                         | 黒いジャガー                                  |
| 1972 | アカデミー賞            | Best Music, Original Song (For the song "Theme from Shaft")                                 | Shaft                                         |
| 1972 | 英国アカデミー賞        | Anthony Asquith Award for Film Music                                                        | Shaft                                         |
| 1998 | BMI Film & TV Award     | BMI TV Music Award                                                                          | Soul Man (Shared with デイヴィッド・ポーター) |
| 1972 | ゴールデン・グローブ賞  | Best Original Song (For the song "Theme from Shaft")                                        | 黒いジャガー                                  |
| 1972 | ゴールデン・グローブ賞  | Best Original Score                                                                         | 黒いジャガー                                  |
| 1972 | グラミー賞              | Best Instrumental Arrangement (For the song "Theme from Shaft", arranged with Johnny Allen) | 黒いジャガー                                  |
| 1972 | グラミー賞              | Best Original Score Written for a Motion Picture or a Television Special                    | 黒いジャガー                                  |
| 1973 | グラミー賞              | Best Pop Instrumental Performance By An Arranger, Composer, Orchestra and/or Choral Leader  | Black Moses                                   |
| 1999 | NAACPイメージ・アワード | Outstanding Lead Actor in a Comedy Series                                                   | South Park                                    |
| 2006 | 全米映画俳優組合賞      | Outstanding Performance by a Cast in a Motion Picture                                       | ハッスル&フロウ(Shared with cast)             |